# Anelaphus michelbacheri
Anelaphus michelbacheri là một loài bọ cánh cứng trong họ Cerambycidae.